# Louis de Villiers de L'Isle-Adam
Pour les articles homonymes, voir Villiers, de Villiers de L'Isle-Adam et L'Isle-Adam (homonymie).
Louis de Villiers de L'Isle-Adam (vers 1450-1521) était vidame de Gerberoy, pair de France et comte-évêque de Beauvais sous les règnes de Charles VIII, Louis XII et François Ier.

## Ascension
Petit fils du maréchal de France Jean de Villiers de L'Isle-Adam, fils du seigneur de L'Isle-Adam Jacques de Villiers de L'Isle-Adam (mort en 1471), prévôt de Paris, et de Jeanne de Nesle, Louis de Villiers est, en tant que cadet, orienté dans la carrière ecclésiastique; il est le frère de Philippe de Villiers de L'Isle-Adam, 44e grand maître des Hospitaliers de l'ordre de Saint-Jean de Jérusalem. 
Le 1er juin 1487, malgré la volonté collégiale de Philippe de Crèvecœur, gouverneur de Picardie, du roi Charles VIII et du Saint-Père Innocent VIII  de voir Antoine Dubois son neveu devenir évêque de Beauvais, les chanoines de Beauvais élurent Louis de Villiers de l’Isle-Adam à ce poste. Ainsi, le roi ordonna la saisie temporelle du chapitre par une lettre du 24 juin 1487. L’archevêque de Reims, Pierre de Laval, confirma l’élection de Louis de Villiers en janvier 1488. Philippe de Crèvecœur obtint un bref du pape daté du 27 janvier 1488, qui renouvelait les défenses déjà faites au chapitre, de ne procéder à aucune nomination d’évêque, sous peine d’excommunication. L’affaire fut portée devant le parlement qui rendît un arrêt le 7 septembre 1489. Celui-ci maintenait le chapitre dans l’exercice de la juridiction spirituelle tant que durerait le litige entre les deux opposants. Le 24 juin 1497, après neuf ans de procès, l’évêché fut attribué à Louis de Villiers. De ce fait, ce dernier devient pair de France, l'évêché de Beauvais ouvrant droit à la pairie ecclésiastique.

## Le grand bâtisseur

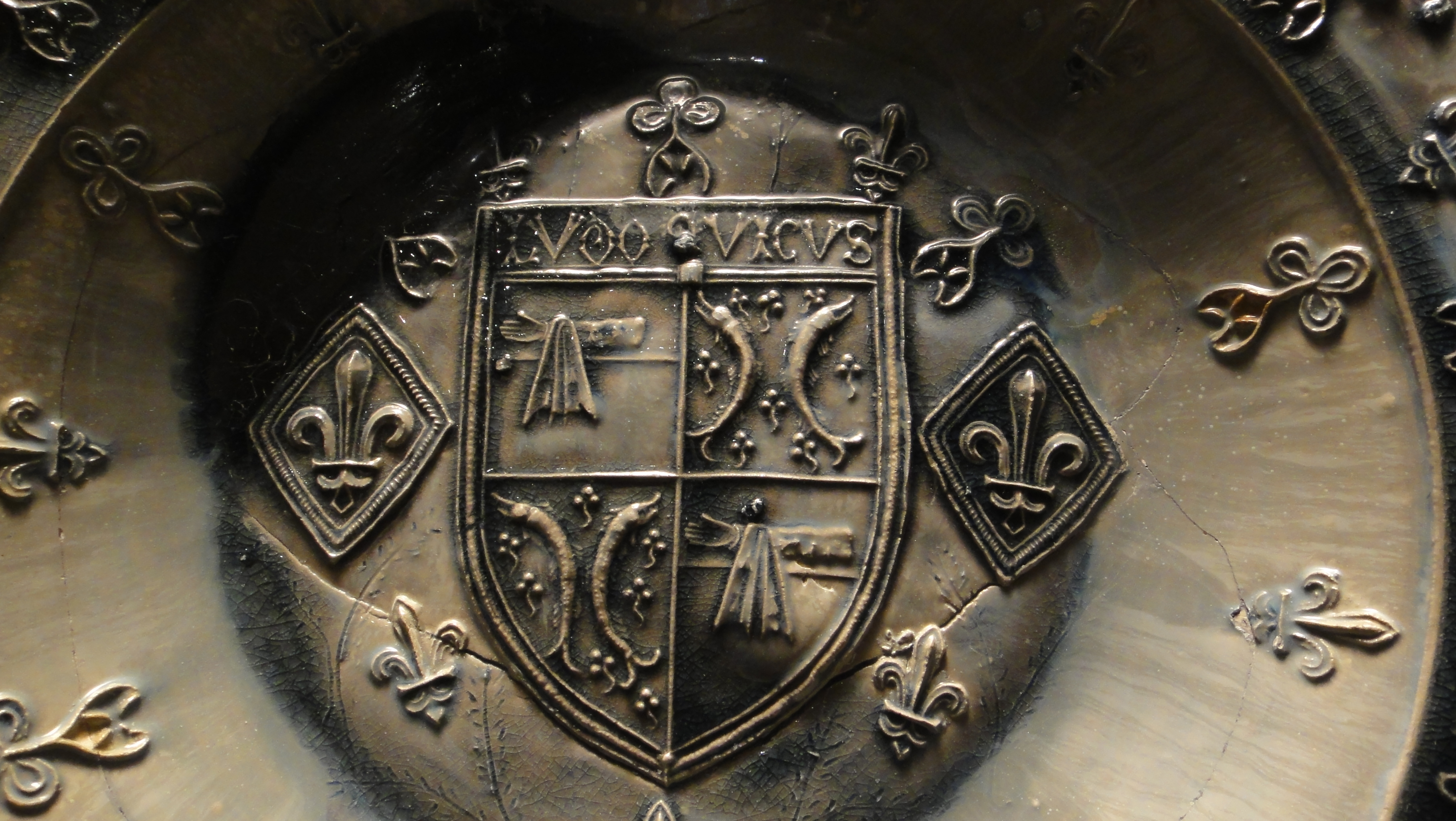
Détail d'un bassin aux armes de Louis de Villiers de l'Isle-Adam, France, Beauvaisis, début du XVIe siècle, grès. Exposé au Musée du Louvre

Appelé le bon ménager et le grand bâtisseur, Louis de Villiers restaure le palais épiscopal de Beauvais en un style mêlant des éléments gothiques, flamboyants et renaissance [. Le bâtiment abrite aujourd'hui le musée départemental de l'Oise. Une cloche de l'édifice datant de 1506 porte toujours aujourd'hui ses armoiries.
L'année 1500, le comte-évêque lance la poursuite de la construction de la cathédrale Saint-Pierre de Beauvais dont seul le chœur a été achevé. Les travaux d'édification du transept sont confiés à l'architecte expérimenté Martin Chambiges. Louis de Villiers commande également la construction et la restauration de nombreux édifices religieux de son diocèse. Ainsi, il est le fondateur de l'église saint-Martin de L'Isle-Adam dans ses terres d'origine. Il la consacre en personne en 1499 en présence de son frère aîné.
Le comte-évêque reçoit le roi de France Louis XII dans sa cathédrale en 1513. Il meurt en 1521 et se fait enterrer dans le chœur, où une plaque rappelle l'emplacement de sa tombe. Son neveu Charles de Villiers de L'Isle-Adam (mort en 1535), qui succède à son père Antoine comme seigneur de L'Isle-Adam, accède également à l'évêché de Beauvais en 1530.